# Maléa (Guinée)
Pour les articles homonymes, voir Maléa.
Maleah ou Maléa est une ville et une sous-préfecture de Guinée, rattachée à la préfecture de Siguiri et la région de Kankan.

## Population
En 2016, le nombre d'habitants est estimé à 29 377, à partir d'une extrapolation officielle du recensement de 2014 qui en avait dénombré 27 471.

## Tourisme
Maleah abrite la chute d'eau de Bouroundoun[réf. nécessaire].